# フジアルテ
フジアルテ株式会社は、1962年（昭和37年）3月に創業し、大阪府大阪市港区に本社を置く、日本の人材派遣事業者である。

## 概要
フジアルテ株式会社の前身は、1962年（昭和37年）に造船鉄工請負業として個人事業で発足した平尾工業で、日本経済を支えてきた製造業（ものづくり）の成長発展を縁の下の力持ちとして支えてきた製造アウトソーシング業界のパイオニア。1990年から、日本の少子高齢化に先駆けて、入管法改正に伴いグローバル人材雇用を本格的に進め、グローバル人材の活用に取り組んでいる。
2011年には、製造請負業界の健全化と社会的な信頼性の向上に向けて初めて実施された厚生労働省委託事業『製造請負優良適正事業者認定制度』で認定取得し、2015年には、『優良派遣事業者認定制度』も認定取得した。

## 沿革
- 1962年（昭和37年） - 製缶、鉄骨、溶接、配管工事一式の鉄工請負業として平尾工業を創業
- 1970年（昭和45年） - 富士工業株式会社設立
- 1989年（昭和64年／平成元年） - 日系ブラジル人の雇用を本格化
- 1995年（平成7年） - フジアルテ株式会社設立
- 2004年（平成16年） - 労働者派遣事業および有料職業紹介事業の免許取得
- 2010年（平成22年） - フジアルテ・ド・ブラジル（ブラジル現地法人）設立
- 2011年（平成23年） 
  - 製造請負優良適正事業者認定（厚生労働省導入初年度取得）
  - フジアルテスタッフサポートセンター株式会社（障がい者雇用特例子会社）設立
- 2012年（平成24年） - プライバシーマーク取得
- 2016年（平成28年） - 優良派遣事業者認定
- 2018年（平成30年） 
  - 「QCサークル石川馨賞奨励賞」 受賞
  - 日本赤十字社より「金色有功章」 受賞
  - アジア人材の雇用を開始
- 2020年（令和2年） - 特定技能登録支援機関[4]として登録
- 2021年（令和3年）
  - 健康経営優良法人2021 大規模法人部門に認定
  - 株式会社シンコムの子会社化
- 2022年（令和4年）
  - 株式会社ファーストステップの子会社化
  - 創業60周年
- 2023年（令和5年）
  - Jリーグクラブ・ジュビロ磐田とスポンサー契約を締結

## グループ会社
- 株式会社フジトラスト
- フジアルテスタッフサポートセンター株式会社
- Fujiarte Do Brasil Pororoca Recursos Humanos Ltda.
- 株式会社シンコム
- 株式会社ファーストステップ